# Avro 594
Die Avro 594 Avian war ein zweisitziger Doppeldecker des britischen Flugzeugherstellers Avro.

## Geschichte

### Avian I
Nachdem die Avro 581 Avian als Einzelstück überaus erfolgreich war – nicht zuletzt durch Bert Hinklers Alleinflug von England nach Australien –, reifte bei Avro der Entschluss, auf Basis der 581 eine Maschine in Serie zu fertigen, da man sich einen kommerziellen Erfolg versprach. In der Entwurfsphase hatte das Flugzeug die Typenbezeichnung Avro 581B, als die ersten beiden Vorserienmaschinen im April 1927 fertiggestellt waren, teilte man ihnen jedoch die Typenbezeichnung Avro 594 Avian I zu.
Ausgestattet waren diese beiden Flugzeuge mit einem 63,4 kW (86,2 PS) leistenden A.D.C.-Cirrus-II-Motor. Ein Exemplar wurde an den Royal Aircraft Establishment Aero Club geliefert, die andere Maschine nahm zunächst am King’s Cup Race 1927 und beim Internationalen Flugzeugtreffen in Zürich teil, bevor sie an den Lancashire Aero Club verkauft wurde. Beide Maschinen nahmen später an verschiedensten Wettbewerben teil.

### Avian II
Bereits im Mai 1927 erschien das verbesserte Nachfolgemodell Avro 594 Avian II. Sechs Maschinen wurden gebaut und ebenfalls mit dem Cirrus II ausgerüstet. Die Maschinen unterschieden sich von der 594 Avian I durch die einklappbaren Tragflächen und das geänderte Fahrwerk, sie waren mit dem Hinkler-Patent ausgestattet, die dieser bei der Avro 581 erstmals eingebaut hatte.
Eine dieser Maschinen gewann mit den Höhenwettbewerb beim Copenhagen Flying Meeting im dänischen Kastrup mit erreichten 3886 Metern in 90 Minuten am 4. September 1927. Beim Rückflug nach Hamble verflog sich der Pilot jedoch wegen Kompassausfalls und musste die Maschine wegen Treibstoffmangels in der Nähe der Isle of Wight notwassern.
Eine weitere Maschine dieser Reihe wurde an die irische Flugpionierin Sophie Eliott-Lynn (die frühere Leichtathletin) ausgeliefert, die mit dem Flugzeug im Juli 1927 eine bemerkenswerte Rundreise quer durch England startete, dabei in 21,5 Stunden insgesamt etwa 2100 km zurücklegte und 79 Landungen absolvierte. Danach flog Eliott-Lynn mit der 594 über 4800 Kilometer quer durch Europa bis Breslau und zurück und nahm mit dem Flugzeug später an diversen Rennveranstaltungen teil.
Ein Einzelstück war die Avro 594 A Avian II; diese Maschine war mit einem speziell aufgebauten Avro-Alpha-Reihenmotor mit einer Leistung von 74,6 kW (101,4 PS) ausgestattet. Avro-Cheftestpilot Bert Hinkler nahm mit diesem Flugzeug beim King’s Cup Race am 20. Juli 1927 teil, ein gerissener Vergaser warf ihn jedoch aus dem Rennen. Daraufhin wurde diese Maschine mit neuen Tragflächen ausgestattet und als Avro 594C umgezeichnet. Mit diesem Exemplar flog Sophie Eliott-Lynn am 8. Oktober 1927 mit 5852 Metern einen neuen Höhenrekord für leichte Flugzeuge mit Passagier. Dabei lief der Avro-Alpha zwei Stunden unter Volllast, und wahrscheinlich hätte die Maschine noch höher steigen können, wenn der Rekordversuch nicht wegen Nebels hätte abgebrochen werden müssen.
Eine weitere Variante erschien mit der Avro 594B Avian II mit einem 55,9 kW (76 PS) leistenden Reihenmotor Armstrong-Siddeley Genet II; von diesem Typ wurden drei Stück aus Australien geordert. Eine dieser Maschinen wurde später mit einem 105 hp (78,3 kW/106,5 PS) leistenden Genet Major I aus einer abgestürzten Avro 619 Five zu einer 594 Avian IV umgerüstet.

### Avian III
Es folgten zwei Vorserienmaschinen der Version Avro 594 Avian III. Die erste dieser Maschinen wurde im September 1927 der laufenden Avian-II-Produktion entnommen und für den britischen Flugpionier Captain William „Bill“ N. Lancaster umgebaut. Neben kleinen Modifikationen wurden übergroße Tanks eingebaut. Mit dieser Sonderausstattung erhielt das Flugzeug die Typenbezeichnung Avro 600. Bekannt wurde die Maschine unter dem Namen „Red Rose“ (engl.: Rote Rose); mit ihr flog Lancaster unter anderem nach Australien, wo er sie verkaufte. Nach mehrfachen weiteren Besitzerwechseln brannte diese Maschine im Jahre 1936 in Singleton (New South Wales) am Boden aus.
Nach den beiden Vorserienmaschinen fertigte Avro insgesamt 31 Serienmaschinen der Avian III. Davon erhielt eine Lady Heath, die frühere Sophie Eliott-Lynn (siehe oben) für einen Soloflug, den sie im März 1928 vom Cape of Croydon in Südafrika startete. Später verkaufte sie das Flugzeug an die US-amerikanische Flugpionierin Amelia Earhart.
Sechs Avian III wurden zu Wasserflugzeugen umgerüstet und an die Western Canadian Airways Ltd in Winnipeg verkauft. Eine weitere Maschine aus der laufenden Serie wurde ebenfalls versuchsweise zum Wasserflugzeug umgebaut und erhielt während dieser Zeit die Typbezeichnung Avro Avian 605.
Drei Maschinen wurden mit dem neuen A.D.C. Cirrus III, der 67,1 kW (91,25 PS) leistete, ausgestattet und nahmen als Avian IIIA erfolgreich am King’s Cup Race 1928 teil.
Von der Avro 594 Avian III wurden 58 Stück produziert, davon 16 Exemplare für den US-amerikanischen Markt, die von der Firma Air Associates Inc. in New York vertrieben wurden. Eine dieser amerikanischen Maschinen kaufte M.A. Northrop, der Gründer der Northrop-Flugzeugwerke, eine weitere Avian III wurde von der Ford Motor Company eingesetzt.
Eine Avian III wurde an die Luftwaffe Südafrikas geliefert; der Erfolg dieser Maschine war der Grundstein für zukünftige weitere gute Geschäfte mit Avro. Ein weiteres Exemplar lieferte Avro an Tansania.
Aufsehen erregte eine mit Metallschwimmern ausgerüstete Avian III, die mit US-amerikanischem Luftfahrzeugkennzeichen unter dem Namen „Seattle Spirit“ im September 1928 eine Strecke von 43.452 Kilometern im Rahmen einer Weltumrundung zurücklegte, aber während dieser Reise bei einem Start in Bastia auf Korsika am 15. September 1928 überzogen wurde und abstürzte.
Vorsorglich legte man bei Avro die Typenbezeichnung 605 für die Schwimmerversion der Avian III fest, zu einer Serienproduktion dieser Maschinen kam es jedoch nicht.
Stattdessen kam Ende 1928 die Avro-594B-Reihe heraus, eine Version mit nach vorn verlegten Fahrwerken zur Verbesserung der Stabilität. Auch einige Maschinen der Reihen Avian II und Avian III wurden später auf dieses neue Fahrwerk umgerüstet.

### Avian IV
Die letzte Entwicklung der Avro-594 Avian-Reihe war die Avian IV, eine verbesserte 594B.
Zunächst wurde eine drei Flugzeuge umfassende Vorserie produziert. Davon erhielt eine mit Cirrus III ausgestattete Maschine der Motorenhersteller A.D.C., eine weitere mit dem 80 hp (59,7 kW/81,1 PS) leistenden Genet II motorisierte Avian IV erhielt J.D. Siddeley, der eine wirtschaftliche Beteiligung an der Firma Avro signalisiert hatte. Die dritte Maschine (mit Cirrus III) kaufte ein britischer Cricket-Spieler.
Die Avian IV wurde zur erfolgreichsten Variante der Avian-Reihe. Es wurden insgesamt etwa 90 Maschinen dieser Version hergestellt, die meisten davon mit dem Cirrus III ausgestattet, einige mit dem Cirrus Hermes Ia (105 hp/78,3 kW/106,5 PS), dem Cirrus Hermes IIs (115 hp/85,8 kW/116,6 PS) sowie ein Exemplar mit dem de Havilland Gipsy I.
Einige der Avian IV flogen bis in das Jahr 1941, teilweise nach privat initiierten Motorwechseln mit exotischen und nicht serienmäßigen Triebwerksvarianten.
Flugzeuge der Avian-IV-Reihe wurden in diverse Länder geliefert, so nach Argentinien, Australien, Brasilien, die Republik China (14 Stück als Trainer für die chinesischen Marineflieger), Mexiko, Norwegen (ein Exemplar wurde bei einer norwegischen Polarexpedition verwendet), Südafrika und Spanien.
1929 wurde ein Avian-IV-Rumpf als Grundlage für einen Cierva-C.17-Autogiro verwendet (Avro 612), später Avro 612 Hydrogiro.

## Militärische Nutzung
China
 Estland
- Estnische Luftstreitkräfte

 Kanada
- Royal Canadian Air Force

 Spanien
- Ejército del Aire

 Spanien
- Spanisch Republikanische Luftwaffe

 Südafrikanische Union
- South African Air Force

 Vereinigtes Königreich
- Royal Air Force

## Technische Daten
| Kenngröße             | Avro 594 Avian I                 | Avro 594 Avian II | Avro 594 Avian III                                                       | Avro 594 Avian IIIA und Avian IV | Avro 594 Avian IIIA (Schwimmerversion) und Avro 605 |
| --------------------- | -------------------------------- | --- | ------------------------------------------------------------------------ | --- | --------------------------------------------------- |
| Besatzung             | 1                                | 1 | 1                                                                        | 1 | 1                                                   |
| Passagiere            | 1                                | 1 | 1                                                                        | 1 | 1                                                   |
| Länge                 | 7,39 m (Wasserflugzeuge: 7,62 m) | 7,39 m (Wasserflugzeuge: 7,62 m)                                                                                     | 7,39 m (Wasserflugzeuge: 7,62 m)                                         | 7,39 m (Wasserflugzeuge: 7,62 m) | 7,39 m (Wasserflugzeuge: 7,62 m)                    |
| Spannweite Oberflügel | 8,53 m                           | 8,53 m | 8,53 m                                                                   | 8,53 m | 8,53 m                                              |
| Höhe                  | 2,59 m (Wasserflugzeuge: 2,90 m) | 2,59 m (Wasserflugzeuge: 2,90 m)                                                                                     | 2,59 m (Wasserflugzeuge: 2,90 m)                                         | 2,59 m (Wasserflugzeuge: 2,90 m) | 2,59 m (Wasserflugzeuge: 2,90 m)                    |
| Flügelfläche          | 22,77 m²                         | 22,77 m² | 22,77 m²                                                                 | 22,77 m² | 22,77 m²                                            |
| Leermasse             |                                  | 411 kg | 397 kg „Red Rose“ (Avro 600): ca. 422 kg Standard-Wasserflugzeug: 460 kg | 478 kg | 411 kg                                              |
| max. Startmasse       |                                  | 665 kg | 726 kg „Red Rose“ (Avro 600): ca. 783 kg Standard-Wasserflugzeug: 726 kg | 726 kg | 665 kg                                              |
| Reisegeschwindigkeit  |                                  | 132 km/h | 129 km/h                                                                 | 140 km/h | 132 km/h                                            |
| Höchstgeschwindigkeit |                                  | 158 km/h | 156 km/h                                                                 | 164 km/h | 156 km/h                                            |
| Steigleistung         |                                  | | 198 m/min                                                                | 229 m/min | 146 m/min                                           |
| Gipfelhöhe            |                                  | 4572 m | 4570 m                                                                   | 5485 m | 3960 m                                              |
| Reichweite            |                                  | |                                                                          | |                                                     |
| Triebwerk             | A.D.C. Cirrus II; 63 kW (86 PS)  | Cirrus II; 63 kW (86 PS) Avro 594A: Avro Alpha; 75 kW (102 PS) Avro 594B: Armstrong Siddeley Genet II; 56 kW (76 PS) | Cirrus II; 63 kW (86 PS)                                                 | Cirrus III; 67 kW (91 PS) Armstrong Siddeley Genet II; 60 kW (82 PS) Cirrus Hermes Ia; 78 kW (106 PS) Cirrus Hermes IIs; 86 kW (117 PS) de Havilland Gipsy I; 73 kW (99 PS) | Cirrus II; 63 kW (86 PS)                            |

## Erhaltene Exemplare
Eine Avian III mit dem Luftfahrzeugkennzeichen G-EBZM befindet sich in gut restauriertem, aber nicht flugfähigem Zustand im Museum of Science and Industry in Manchester, England.